# NGC 4438
NGC 4438 је лентикуларна галаксија у сазвежђу Девица која се налази на NGC листи објеката дубоког неба.
Деклинација објекта је + 13° 0' 31" а ректасцензија 12h 27m 45,6s. Привидна величина (магнитуда) објекта NGC 4438 износи 10,0 а фотографска магнитуда 10,9. Налази се на удаљености од 16,8000 милиона парсека од Сунца. NGC 4438 је још познат и под ознакама UGC 7574, MCG 2-32-65, CGCG 70-97, VV 188, ARP 120, VCC 1043, IRAS 12252+1317, The Eye, Markarian chainPGC 40914.